# Nancy Faeser
Nancy Faeser (Bad Soden, 13 juli 1970) is een Duitse politica, en lid van de SPD. Sinds 8 december 2021 is zij bondsminister van Binnenlandse Zaken in het kabinet-Scholz.

## Biografie
Na haar middelbare school studeerde Faeser rechtswetenschap aan de Universiteit van Frankfurt.
Sinds 1988 is Faeser lid van de SPD.
In 2003 werd zij lid van de Landtag van Hessen en op 13 september 2019 leider van de SPD-factie.
Sinds 2 november 2019 is zij voorzitter van de SPD in Hessen.

### Privé
Faeser is getrouwd en heeft een zoon.
- Gemeinsame Normdatei: 1138251003
- Virtual International Authority File: 765150323686309970154
- WorldCat: E39PBJdGRfXmFKtv8PK4jffpfq